# NITD008
NITD008是一种抗病毒药物，属于腺苷类似物（一种核苷类似物）。它作为治疗黄病毒感染的潜在药物被开发，并显示出对很多相关病毒的广谱活性，如骨痛热症病毒、西尼羅河病毒、黄热病病毒、波瓦桑病毒、丙肝病毒、克亚萨努尔森林病病毒、鄂木斯克出血热病毒和茲卡病毒。然而，虽然NITD008在临床前的动物试验中显示出较大毒性，不适合人体试验，但是它仍被用于新型病毒性疾病治疗的研究中。